# Sulfonare
Sulfonarea directă a hidrocarburilor aromatice este una din metodele cele mai importante pentru obținerea de acizi sulfonici. În funcție de concentrația acidului sulfuric, de temperatură și de timpul de reacție, se obțin acizi monosulfonici sau di- și eventual trisulfonici. Grupa sulfonică fiind un substituent care dezactivează nucleul benzenic, sulfonarea acidului benzenmonosulfonic necesită condiții mai energice de temperatură și acid sulfuric oleum.
Prin sulfonarea toluenului se obține un amestec de acizi orto-, para- și foarte puțin meta-toluensulfonici. Raportul între izomeri variază cu temperatura.
Naftalina se sulfonează în poziția α (sub 100º) și în poziția β (peste 100º, la 160º) la timp îndelungat de încălzire. Cea dea doua grupă sulfonică intră în inelul nesubstituit.
Sulfonarea în α este o reacție controlată cinetic (poziția α fiind mai reactivă, reacționează mai repede); sulfonarea în poziția β este controlată termodinamic, de stabilitatea produsului final.

## Mecanism
Mecanismul reacțiilor de sulfonare directă se încadrează în schema generală a substituției electrofile aromatice, având unele aspecte caracteristice datorate reversibilității acestei reacții.